# Hans Grüneberg (Genetiker)

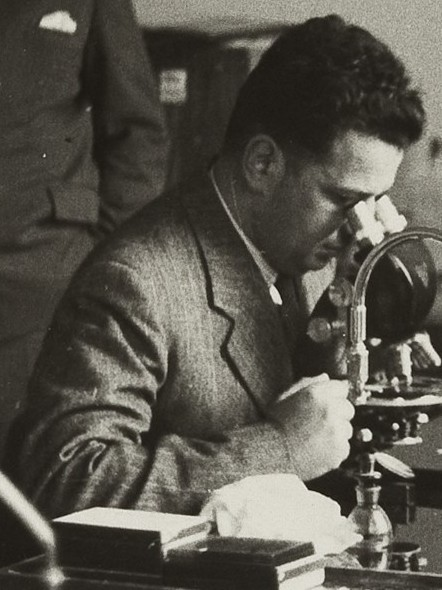
Grüneberg am Mikroskop. (1952)

Hans Grüneberg (* 26. Mai 1907 in Elberfeld; † 23. Oktober 1982 in London) war ein deutsch-britischer Genetiker.

## Leben und Tätigkeit
Grüneberg wurde in Elberfeld geboren, legte 1926 am dortigen Gymnasium das Abitur ab und studierte anschließend an der Universität Bonn Medizin und in Berlin Biologie. Zu seinen Lehrern gehörte Hans Nachtsheim. Von 1930 bis 1933 war Grüneberg Assistent am Zoologischen Institut der Universität Freiburg beschäftigt.
Kurz nach der Machtergreifung der Nationalsozialisten verlor Grüneberg gemäß den Bestimmungen des Berufsbeamtengesetzes seine Stelle an der Universität Freiburg. Er ging auf Einladung von J. B. S. Haldane und Henry Hallett Dale in die Emigration nach London und erhielt eine Stellung am University College London, wo er mit Ronald Aylmer Fisher und Michael James Denham White arbeitete. Er promovierte an der Londoner Universität.
In Deutschland wurde Grüneberg derweil von den nationalsozialistischen Polizeiorganen als Staatsfeind eingestuft. Im Frühjahr 1940 setzte das Reichssicherheitshauptamt ihn auf die Sonderfahndungsliste G.B., ein Verzeichnis von Personen, die im Falle einer erfolgreichen deutschen Invasion Großbritanniens durch die Sonderkommandos der SS-Einsatzgruppen mit besonderer Priorität ausfindig gemacht und verhaftet werden sollten.
Mehrere Rufe an Lehrstühle an deutschen Universitäten, die Grüneberg nach dem Zweiten Weltkrieg erhielt – so ein Ruf an die FU Berlin im Jahr 1954 – lehnte er ab. Er blieb in London.
Er wurde im Jahr 1956 zum Fellow der Royal Society ernannt. Von 1956 bis 1974 war er Professor für Genetik am University College London. Die meisten seiner Arbeiten konzentrierten sich auf die Mäusegenetik. Er spezialisierte sich auf das Studium der pleiotropen Auswirkungen von Mutationen des Mäuseskelettes.
Nach ihm ist das Grüneberg-Ganglion benannt.

## Veröffentlichungen
- 1947. Animal genetics and medicine. Hamish Hamilton, London.
- 1952. The genetics of the mouse. Nijhoff, The Hague.
- 1963. The pathology of development: a study of inherited skeletal disorders in animals. Wiley, London.